# American Risciò
American Risciò conosciuto anche con i titoli internazionali American Rickshaw e American Tiger è un film del 1989 diretto da Sergio Martino (che firma la pellicola come Martin Dolman) ed è una coproduzione italo-americana.

## Trama
Miami, Scott è un ragazzo che per vivere trascina un risciò per le vie della città e tra un cliente e l'altro un giorno incontra una bella ragazza con la quale ha un flirt, ma nel bel mezzo dell'avventura scopre di essere spiato da un uomo. Acciuffato il guardone Scott lo picchia e poi fugge via. Tempo dopo lo sconosciuto che lo stava spiando viene trovato morto e lo stesso accadde per altre persone con cui il ragazzo aveva appena avuto dei contatti diretti. Sentendosi braccato, Scott si dà alla fuga fino a quando trova riparo presso Madame Luna, una donna orientale dotata di poteri paranormali.

## Produzione

### Cast
Per il ruolo del protagonista è stato scelto un vero atleta Mitch Gaylord infatti è un ex ginnasta statunitense medaglia d'oro alle olimpiadi del 1984. 
Da citare anche la presenza di Daniel Greene, già noto al pubblico italiano per altri film come Una strega chiamata Elvira, ma anche per alcune serie tv come Falcon Crest e A-Team e la presenza femminile di Victoria Prouty una giovane attrice, che rimarrà poi una meteora per il mondo dello spettacolo. Per il celebre Donald Pleasence invece è stata scelta la parte del misterioso reverendo.

### Riprese
Le riprese del film sono state effettuate in Florida e in particolar modo nella zona di Miami.

## Distribuzione
Il film in Italia ebbe una distribuzione limitatissima sparendo presto dalle sale senza lasciare traccia.

### Data di uscita
Le date di uscita internazionali nel corso degli anni sono state:
- 17 maggio 1990 in Germania Ovest (American Rikscha)
- 25 luglio 1990 in Francia (Rickshaw, une ombre dans la nuit)
- 28 dicembre 1990 in Giappone (Miracle Tiger)

### Edizioni home video
Per il circuito home video in Italia è stata una distribuita una videocassetta VHS della DELTAVIDEO (cod. DVE-917) nel 1990.